# أموروسي
أموروسي، (بالإنجليزية: Amorosi)، (الإيطالية:Amërusë)، هي (بلدية) في مقاطعة بينيفينتو، في منطقة كامبانيا الإيطالية، وتقع على بعد حوالي 45 كم شمال شرق نابولي، وحوالي 30 كم شمال غرب بينيفينتو. اعتبارا من 31 ديسمبر 2004 ، كان عدد سكانها 2931 وتبلغ مساحتها 11.0 كيلومتر مربع.

## السكان
تطور النمو السكاني لـ أموروسي